# Angelic Upstarts
Gli Angelic Upstarts sono un gruppo punk rock/Oi! inglese formatosi a South Shields, nel nord-est dell'Inghilterra nel 1977. Influenzati da gruppi come i Clash ed i Sex Pistols, gli Angelic Upstarts uniscono aspirazioni musicali ad un'ideologia da classe proletaria.

## Storia
Il complesso, formatosi proprio quando il punk si stava gradualmente trasformando in new wave, presentava uno stile in netta controtendenza, molto più aggressivo.
La prima formazione, comprendente il cantante Mensi, il chitarrista Mond, il bassista Steve Forsten e il batterista Sticks, debuttò nel 1978 con il singolo The Murder of Liddle Towers, che attaccava violentemente la brutalità poliziesca. Più precisamente la canzone parlava della storia di un uomo picchiato a morte dalla polizia in prigione, senza che i poliziotti venissero incriminati, in quanto l'omicidio fu considerato semplice legittima difesa. Il singolo fu autoprodotto e stampato in sole 500 copie, che furono vendute dagli stessi membri della band ai concerti e in alcuni negozi di dischi locali. A causa di questo singolo e di alcuni comportamenti sul palco, come l'abitudine di utilizzare una testa di maiale con un berretto da poliziotto durante i concerti, il gruppo subì un bando non ufficiale da molti locali del Nordest. Grazie anche alle polemiche e al bando dai locali la popolarità del complesso crebbe notevolmente, riuscendo a posizionarsi tra i gruppi punk più noti del periodo assieme a The Ruts e U.K. Subs.
Il primo singolo The Murder of Liddle Towers fu ripubblicato da Small Wonder Records su scala nazionale, e venne così trasmesso durante una John Peel Session. Poco dopo la ristampa si verificò il primo cambio di formazione, quando il bassista Steve fu sostituito da Ronnie Wooden a causa di una forte dipendenza dalle droghe. In questo modo giunse all'attenzione di Jimmy Pursey degli Sham 69, che prima invitò gli Angelic Upstarts a fare da spalla al proprio gruppo in un tour, poi condusse le trattative con la Polydor Records per la pubblicazione del primo album. Tuttavia la trattativa non ebbe esito, e Pursey assicurò agli Upstarts un contratto con la Warner Brothers Records, che pubblicò l'album di debutto Teenage Warning nel 1979. Grazie all'ottima distribuzione del disco il complesso riuscì a partecipare a Top of the Pops con l'omonimo brano Teenage Warning.
L'anno successivo fu pubblicato We Gotta Get Out of This Place per la WEA, che come il suo predecessore ridicolizzava la politica di Margaret Thatcher e esaltava lo spirito della classe proletaria. L'album suscitò accese polemiche a causa della canzone "Lonely Man Of Spandau" che chiedeva la libertà per il gerarca nazista Rudolf Hess, all'epoca condannato all'ergastolo nella prigione di Spandau. Seguirono una serie di singoli per la Zonophone/EMI, culminati in 2,000,000 Voices, datato 1981. Poco prima della pubblicazione del disco il batterista Sticks Warrington lasciò la band e si unì ai Cockney Rejects, venendo rimpiazzato brevemente da Paul Thompson e poi in da Decca Wade, con cui gli Upstarts terminarono la registrazione dell'album. 2,000,000 Voices segnò un netto cambiamento stilistico per il gruppo, aprendosi a varie influenze esterne al punk. Il disco, seppur apprezzato dalla maggior parte della critica musicale, fu ripudiato dai fan più oltranzisti.
Nello stesso anno fu pubblicato il primo album live intitolato semplicemente Angelic Upstarts Live, che riuscì a rimanere per sette settimane nell top 50 della Official Albums Chart. Tuttavia dopo questo successo la EMI, etichetta della band, iniziò a spingere perché gli Upstarts ammorbidissero il sound e lo rendessero più commerciale, probabilmente sulla scia dello sdegno suscitato dalle violenze collegate al movimento oi. Il complesso entrò in studio e registrò quattro tracce per un EP, ma la EMI non si ritenne soddisfatta e così nell'aprile 1982 gli Angelic Upstarts dovettero tornare in studio per registrare un nuovo full-length. Dalle sessioni si concretizzò il quarto disco Still from the Heart, che differiva dai precedenti per l'introduzione di sassofoni e tastiere e che si rivelò un fiasco, causando la fine del contratto con la EMI. Intanto a partire da Reason Why del 1983 lo stile musicale degli Angelic Upstarts divenne più complesso e aperto a influenze folk e reggae, tanto che la formazione fu allargata con l'aggiunta di sassofonisti e tastieristi. Dopo aver pubblicato il singolo Brighton Bomb il gruppo si concentrò sulla registrazione del quarto album di studio, che uscì nel 1986 con il titolo Power of the Press. Tuttavia il disco ottenne scarsissimo successo, costringendo il complesso allo scioglimento.
Da allora gli Angelic Upstarts si sono riuniti occasionalmente varie volte: nel 1988, nel 1992, con la pubblicazione del nuovo album Bombed Out, e nel 2000, con la pubblicazione di Sons of Spartacus, al momento l'ultimo lavoro della band. Questo album è fortemente caratterizzato da un forte contenuto di sinistra, con canzoni esplicitamente antifasciste (Anti-Nazis) e in favore delle lotte del proletariato di tutto il mondo (Solidarity).
Alla fine del 2006 il cantante Mensi decise di lasciare il gruppo, indicando come sostituto Chris Wright dei Crashed Out. Tuttavia l'anno successivo Mensi decise di rientrare in formazione, che comprende attualmente anche Dickie Hammond (chitarra), Neil Newton (chitarra), Gaz Stoker (basso) e Brett Mulvaney (batteria).
Il 10 dicembre 2021 Mensi, storico frontman del gruppo, muore per le conseguenze di un'infezione da COVID-19.

## Formazione[4][7]

### Attuale
- Mensi - voce
- Dickie Hammond - chitarra
- Neil Newton - chitarra
- Gaz Stoker - basso
- Brett Mulvaney - batteria

### Originaria
- Mensi - voce
- Mond - chitarra
- Steve Forsten - basso
- Decca Wade - batteria

### Altri componenti
- Brian Haynes - chitarra
- Tony Van Frater - chitarra
- Gaz Stoker - basso
- Ronnie Wooden - basso
- Glyn Warren - basso
- Tony Feedback - basso
- Ronnie Rocker - basso
- Max Splodge - basso, batteria
- Sticks - batteria
- Paul Thompson - batteria
- Chris White - batteria
- Lainey - batteria

## Discografia

### Album in studio
- 1979 - Teenage Warning, numero 29 Official Albums Chart[8]
- 1980 - We Gotta Get Out of This Place, # 54 UK[8]
- 1981 - 2,000,000 Voices, numero 32 UK[8]
- 1982 - Still from the Heart
- 1983 - Reason Why
- 1984 - Last Tango in Moscow
- 1986 - Power of the Press
- 1987 - Blood on the Terraces
- 1992 - Bombed Out
- 2001 - Sons of Spartacus

### Album live
- 1981 - Angelic Upstarts Live, numero 27[8]
- 1985 - Live in Yugoslavia
- 1988 - Live & Loud
- 1991 - Greatest Hits Live
- 1994 - Live in Lubeck 1989
- 2001 - Live From the Justice League

### Raccolte
- 1984 - Angel Dust (The Collected Highs 1978 - 1983)
- 1985 - Bootlegs & Rarities
- 1991 - Lost & Found
- 1991 - Alternative Chartbusters
- 1993 - Kids on the Streets
- 1994 - Blood on the Terraces/Lost and Found
- 1995 - The Independent Punk Singles Collection
- 1997 - Rarities
- 1999 - The EMI Punk Years
- 2000 - Never ad Nothing
- 1999 - Who Killed Liddle?
- 2001 - Anthems Against Scum
- 2002 - Bootlegs, Live & Rarities
- 2004 - Punk Singles Collection
- 2007 - The Best

### EP
- 1987 - Brighton Bomb E.P.
- 1988 - England's Alive E.P.

### Singoli
- 1978 - The Murder of Liddle Towers/Police Oppression
- 1979 - I'm an Upstart/Leave Me Alone, numero 31 UK[8]
- 1979 - Teenage Warning/The Young Ones, UK numero 29[8]
- 1979 - Never 'ad Nothin/Nowhere Left to Hide, UK #52[8]
- 1980 - Out of Control/Shotgun Solution, UK #58[8]
- 1980 - We Gotta Get Out of this Place/Unsung Heroes, UK #65[8]
- 1980 - Last Night Another Soldier/I Wish, UK #51[8]
- 1981 - England/Stick's Diary
- 1981 - Kids on the Street/The Sun Never Shines, UK #57[8]
- 1981 - I Understand/Never Come Back
- 1981 - Different Strokes/Different Dub
- 1982 - Never Say Die/We Defy You
- 1982 - Woman in Disguise/Lust for Glory
- 1983 - Solidarity/Five Flew Over...
- 1983 - Not Just a Name/The Leech
- 1984 - Machinegun Kelly/There's a Drink in It
- 1987 - Brighton Bomb

### Album di tributo
- 1998 - We Are the People - A Tribute to the Angelic Upstarts